# 러브 웨딩 리피트
러브 웨딩 리피트(Love Wedding Repeat)는 영국에서 제작된 딘 크레이그 감독의 2020년 코미디, 멜로/로맨스 영화이다. 샘 클라플린 등이 주연으로 출연하였다.

## 출연

### 주연
- 샘 클라플린
- 올리비아 문
- 프리다 핀토

### 조연
- 엘리너 톰린슨
- 조엘 프라이